# Бабишкине
Бабишкине (Бабишкіно) — колишнє село Чорненської сільської ради Великобурлуцького району,
Харківська область.
1997 року приєднане до села Нефедівка.

## Географія
Бабишкине розташовувалося за 3 км від річки Плотва, на відстані 1 км — села Берізки та Слизневе.